# Pinklon Thomas
Pinklon Thomas, född 10 februari 1958 i Pontiac i Michigan, USA är en amerikansk före detta professionell boxare som under en period åren 1984-1986 var WBC-världsmästare i tungvikt. Thomas gjorde sig känd för att iklädd sina rosa (eng. "pink") boxarshorts kunna leverera bitande slag med sin vänsterjabb.

## Boxningskarriär
Pinklon Thomas blev efter bara tre amatörmatcher professionell. Efter sex år och en matchlista med 24 vinster och en oavgjord fick han i augusti 1984 chansen i en titelmatch mot WBC:s världsmästare Tim Witherspoon. Thomas vann titeln på poäng efter en hård kamp som gick över 12 ronder. Tio månader senare försvarade han sin titel mot ex-mästaren Mike Weaver genom att vinna på TKO i åttonde ronden. I sitt tredje titelförsvar förlorade han på poäng sitt bälte till Trevor Berbick i mars 1986.
Thomas kom dock tillbaka och efter tre snabba vinster i rad fick han i maj 1987 på nytt chansen att bli världsmästare då WBC och WBA:s tungviktsmästare Mike Tyson stod som motståndare. Thomas klarade sig till en början bra och kunde tack vare sin jabb hålla den ettrige Tyson ifrån sig. Halvvägs in i rond 6 överöstes dock Thomas med en brutal slagserie som slutligen sänkte honom i canvasen - detta för första och sista gången i hans karriär. Thomas tog sig på vingliga ben upp då räkningen nådde 10, men matchen bröts samtidigt av både domare och Thomas' tränare Angelo Dundee som tagit sig in i ringen för att skydda sin adept.
Thomas låg sedan lågt i 18 månader innan han gick en ny match vilken förlorades mot den blivande storboxaren Evander Holyfield varpå hans tränare Dundee bröt deras avtal och rådde Thomas att sluta med boxningen. Efter ytterligare 18 månader var Thomas dock tillbaka i ringen då han poängbesegrade Curtis Isaac på poäng över 10 ronder. Han förlorade sedan mot Mike Hunter och fick ge sig mot de båda topputmanarna Riddick Bowe och Tommy Morrison innan han lade handskarna på hyllan. Comebacken år 1992 skulle dock visa sig lyckosam och han radade upp 13 segrar på 6(!) månader innan han i januari 1993 TKO-besegrades av Lawrence Carter i det som skulle bli hans sista match.
En planerad comebackmatch år 1999 mot sin gamle antagonist Tim Witherspoon blev aldrig av då en match för vinnaren mot Larry Holmes inte kunde bekräftas.

## Livet efter boxningen
Thomas har sin egen stiftelse, projektet P.I.N.K. (Pride in Neighborhood Kids), och håller föredrag om motivation.

### Webbsidor
- Thomas på boxrec.com